# 韦斯特盖特 (艾奥瓦州)
韋斯特蓋特（英語：Westgate）是一個位於美國愛荷華州費耶特縣的城市。

## 地理
韋斯特蓋特的座標為42°46′06″N 91°59′43″W / 42.76833°N 91.99528°W，而該地的平均海拔高度為333米（即1093英尺）。

## 人口
根據2010年美國人口普查的數據，韋斯特蓋特的面積為0.93平方千米，當中陸地面積為0.93平方千米，而水域面積為0.00平方千米。當地共有人口211人，而人口密度為每平方千米226人。